# Henrique Cruz
Henrique Wilson da Cruz Martins (* 6. Dezember 1997 in Dili, Osttimor), auch in der Schreibweise Henrique Wilson, Henrique da Cruz oder kurz Henrique bekannt, ist ein osttimoresischer Fußballspieler auf der Position eines Mittelstürmers. Er ist aktuell für den Hauptstadtklub Boavista FC und die osttimoresische Fußballnationalmannschaft aktiv.

## Karriere

### Verein
Cruz begann seine Profikarriere im Jahr 2014 im unterklassigen osttimoresischen Verein Teouma Academy. Nach zwei Jahren wechselte er zur Saison 2016 zum damaligen Erstligisten DIT FC. Der Verein belegte am Saisonende jedoch den vorletzten Tabellenplatz und stieg in die zweitklassige Segunda Divisão ab. Daraufhin wechselte zum Hauptstadtklub Boavista FC (damals noch unter den Namen Carsae FC). Hier belegte er in seiner Debütsaison den 3. Platz in der osttimoresischen Meisterschaft. Im Finale des Taça 12 de Novembro musste er sich den damaligen Zweitligisten Atlético Ultramar mit 4:7 geschlagen geben. Ein Jahr später gewann Cruz das Double aus Meisterschaft und den Supertaça. Im Finale erzielte er nach 18. Minuten den 1:0-Führungstreffer und hatte dadurch maßgeblich Anteil am Sieg gegen Atlético Ultramar. In der Saison 2019 wurde er mit seinen Verein osttimoresischer Vizemeister.

### Nationalmannschaft
Sein Debüt für die osttimoresische Fußballnationalmannschaft gab Cruz am 12. März 2015 im Freundschaftsspiel im Rahmen der Qualifikation zur Fußball-Weltmeisterschaft 2018 gegen die Auswahl der Mongolei. Er nahm an mehreren Qualifikationsspielen zur Fußball-Weltmeisterschaft (2018) und Südostasienmeisterschaft (2016, 2018) teil, konnte jedoch keine nennenswerten Erfolge erzielen. In der Qualifikation zur Asienmeisterschaft 2019 scheiterte er mit der Mannschaft in den Playoffs gegen die Auswahl von Malaysia mit 6:0 nach Hin- und Rückspiel. Auch die zweite Runde der Playoffs gegen die Mannschaft aus Taiwan verlor er mit den Gesamtergebnis von 2:4. Seinen bisher letzten Einsatz im Trikot der Nationalmannschaft absolvierte Cruz am 21. November 2018 gegen die Mannschaft aus Singapur.

### Erfolge
Verein
- Osttimoresischer Meister: 2018
- Osttimoresischer Supercup: 2018